# Albert von Trentini
Albert von Trentini (* 10. Oktober 1878 in Bozen; † 18. Oktober 1933 in Wien) war ein österreichischer Dramatiker und Schriftsteller.

## Leben
Nach der Matura am Franziskanergymnasium Bozen studierte Trentini Rechtswissenschaft und wurde darauf Beamter. Er war als solcher an verschiedenen Orten Tirols tätig, in Rovereto, Bruneck, Cles, Lienz und Bozen. 1913 übersiedelte Trentini nach Wien und trat dort eine Stelle im Innenministerium an.
Er wurde vor allem durch seine 1923 erschienene Romanbiografie Goethe bekannt. In seinen zivilisationskritischen Erzählungen und Essays plädierte Trentini als überzeugter Katholik für eine Rückkehr zum Glauben und zu wahren Gefühlen.

## Anerkennungen
- 1959: Trentinigasse in Wien-Liesing

## Werke
- Der große Frühling. 1908.
- Sieg der Jungfrauen. 1910.
- Stunden des Lebens. 1913.
- Goethe. (zwei Bände), 1923.